# Unona
Unona es un género de plantas de la familia Annonaceae, orden Magnoliales, subclase Magnólidas, subdivisión Magnoliophytina, división Spermatophyta.
- Este género es un sinónimo de Xylopia. Véase .

- Unona aberrans Pierre

- Unona agusanensis Elmer

- Unona albida Engl.

- Unona clusiflora Merr.

- Unona dinhensis Pierre ex Finet et Gagnep.

- Unona hamata Blume

- Unona humilis Blume

- Unona jucunda Pierre

- Unona kentii Blume

- Unona leytensis Elmer

- Unona miniata Elmer

- Unona palawanensis Elmer

- Unona panamensis C. B. Rob.

- Unona rubra Merr.

- Unona suaveolens Blume

- Unona subbiglandulosa Miq.

- Unona subcordata Blume

- Unona teysmannii Miq. ex Boerl.

- Datos: Q6157221